# Bernardo de Lipa
Bernardo de Lipa (nome completo: Bernardo Casimiro Frederico Gustavo Henrique Guilherme Eduardo; Bona, 26 de agosto de 1872 – Munique, 19 de junho de 1934) foi um príncipe germânico, membro da Casa de Lipa-Biesterfeld, do ramo cadete da Casa de Lipa. Era filho de Ernesto II, Conde de Lipa-Biesterfeld e de sua esposa, a condessa Carolina de Wartensleben e pai do príncipe Bernardo de Lipa-Biesterfeld, marido da rainha Juliana dos Países Baixos.

## Biografia
O príncipe Bernardo de Lipa, nasceu no dia 26 de agosto de 1872 em Oberkassel, distrito da cidade de Bona. Era o segundo filho de Ernesto II, Conde de Lipa-Biesterfeld, na altura regente do Principado de Lipa, e de sua esposa, a condessa Carolina de Wartensleben. Na altura de seu nascimento detinha o título de Conde de Lipa-Biesterfeld.
Em 4 de março de 1909, Bernardo contraiu um casamento morganático com a baronesa Armgard von Sierstorpff-Cramm. Após o casamento sua esposa recebeu o título de Condessa de Biesterfeld. Posteriormente ela e seus filhos foram criados Príncipe(s) de Lippe-Biesterfeld com direito ao tratamento de Sua Alteza Sereníssima.
Seus filhos foram:
- Bernardo de Lipa-Biesterfeld (1911–2004), casado com a rainha Juliana dos Países Baixos, com quem teve 4 filhas;
- Aschwin de Lipa-Biesterfeld (1914–1988), casou-se com Simone Arnoux, sem filhos.